# سارة يورك جاكسون
سارة يورك جاكسون (بالإنجليزية: Sarah Yorke Jackson)‏ (و. 1803 – 1887 م) هي سياسية من الولايات المتحدة الأمريكية، زوجة رئيس الولايات المتحدة السابع أندرو جاكسون، وثامن سيدة أولى للولايات المتحدة الأمريكية، ولدت في فيلادلفيا، بنسيلفانيا، وهي عضوة في الحزب الديمقراطي الأمريكي .